# Lin Qisheng
Lin Qisheng (en chino: 林启升; 7 de julio de 1971) es un deportista chino que compitió en halterofilia. Participó en los Juegos Olímpicos de Barcelona 1992, obteniendo una medalla de plata en la categoría de 52 kg.

## Palmarés internacional
| Juegos Olímpicos | Juegos Olímpicos   | Juegos Olímpicos | Juegos Olímpicos |
| Año              | Lugar              | Medalla          | Categoría        |
| ---------------- | ------------------ | ---------------- | ---------------- |
| 1992             | Barcelona (España) | Medalla de plata | 52 kg            |